# 大家HAPPY
《大家HAPPY》是香港亞洲電視製作並於1983年8月8日首播的一齣電視劇集，本劇由程潔茵擔任故事策劃，李兆華監製。主演有劉家傑、鮑起靜、陳惠敏、簡而清、車保羅等人。值得一提，日後成為著名導演的李力持及邱禮濤是本劇的助理編導之一。

## 劇情簡介
從國外歸來的梅以芬（劉家傑飾）在機場因錯拿戴天樂（鮑起靜飾）的行李而兩人言語間發生誤會，梅以芬見黃中凱（簡而清飾）用豪車將戴天樂接走，更覺得天樂為貪慕虛榮之輩。
一日梅以芬至嘉大製衣公司應聘，驚訝的發現原來該公司的老闆就是戴天樂；梅以芬在酒吧認識了當飛行員的李英偉（陳惠敏飾），並很快成為好友，但他並不知道原來英偉就是天樂分居中的丈夫。
英偉因不滿老婆是個女強人與之分居，兩人再見相約離婚之時英偉卻對天樂舊情復燃，更將以芬誤會為天樂的現任男友，因此朋友反目，而以芬和天樂卻因為誤會弄假成真，日久生情…

## 演員表
- 劉家傑 飾 梅以芬
- 鮑起靜 飾 戴天樂
- 陳惠敏 飾 李英偉
- 簡而清 飾 黃中凱
- 陳國光 飾 鄧光明
- 洪靜文 飾 三毛
- 盧愛蓮 飾 二毛
- 何紫欣 飾 細毛
- 劉麗詩 飾 梅勁
- 車保羅 飾 Big Pan
- 周麗娟 飾 上官慧賢
- 弗烈 飾 阿丁
- 李月清 飾 明母
- 李燕萍 飾 妙姐
- 周美玲 飾 阿花
- 王冬婷 飾 Jannet
- 袁愛珍 飾 Eva
- 雷望寧 飾 Kitty
- 黃英波 飾 阿寶
- 何永祺 飾 李立德
- 朱德惠 飾 貓仔
- 何發明 飾 甘地
- 歐咸雲 飾 火肥
- 凌禮文 飾 神父
- 盧敦 飾 李父
- 許瑩英 飾 李母
- 關嘉麗 飾 May